# Creme evanescente
Os cremes evanescentes também conhecidos como cremes de diadermina são uma emulsão cremosa do tipo óleo em água, compostos em sua fase aquosa por hidróxido de potássio, solução de sorbitol, metilparabeno e água; a fase oleosa é composta por: ácido esteárico tripla-pressão, óleo mineral leve, lanolina anidra, sesquioleato de sorbitana e propilparabeno.
Este tipo de preparação, possui aspecto perolado, consistência firme e coloração branca. É utilizada como base para princípios ativos que necessitam de uma maior penetração na pele. Deve ser conservada em embalagem plástica adequada e opaca.